# Belemnoidea

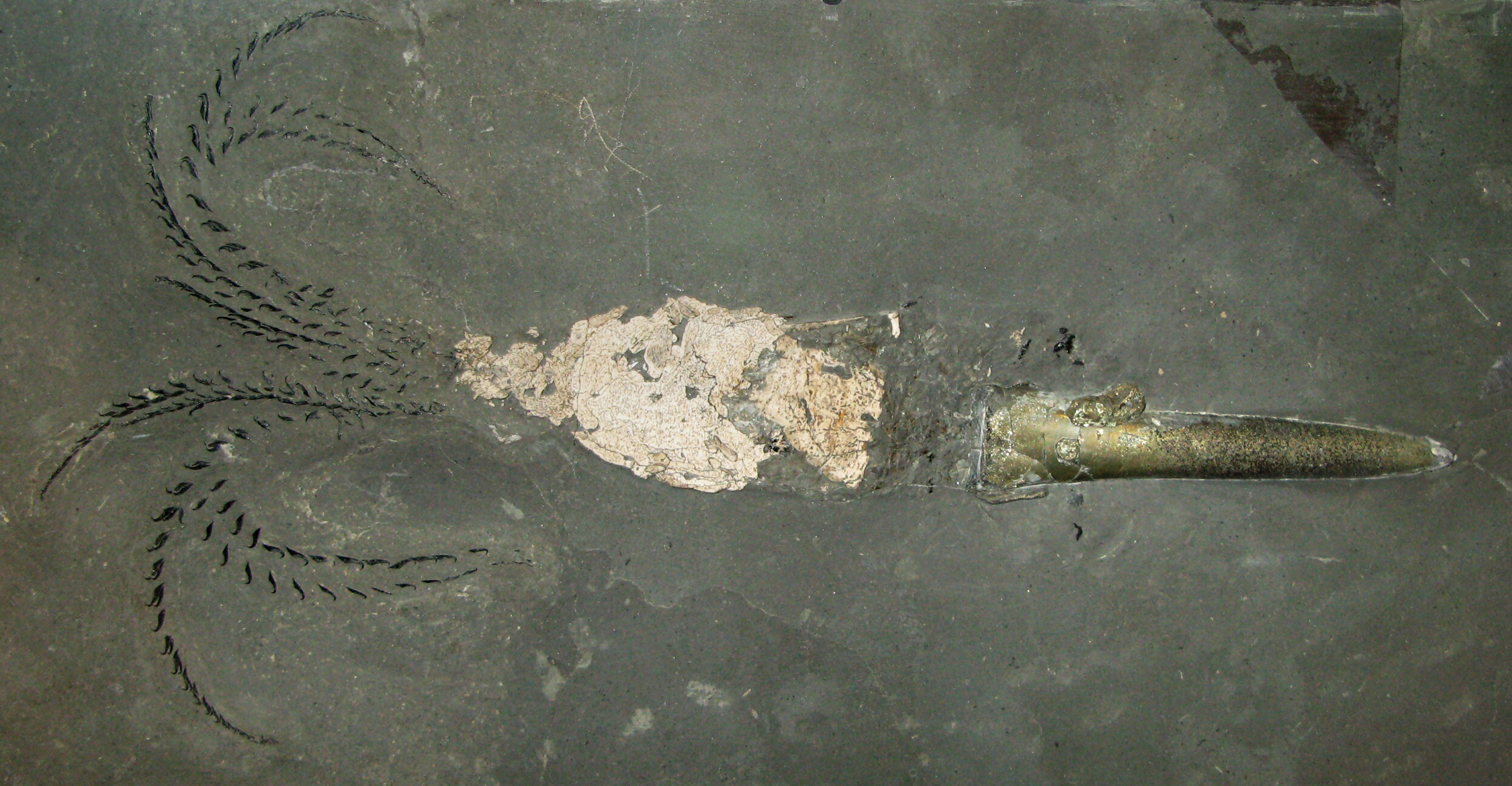
Fósil completo de belemnites, incluyendo las partes blandas.

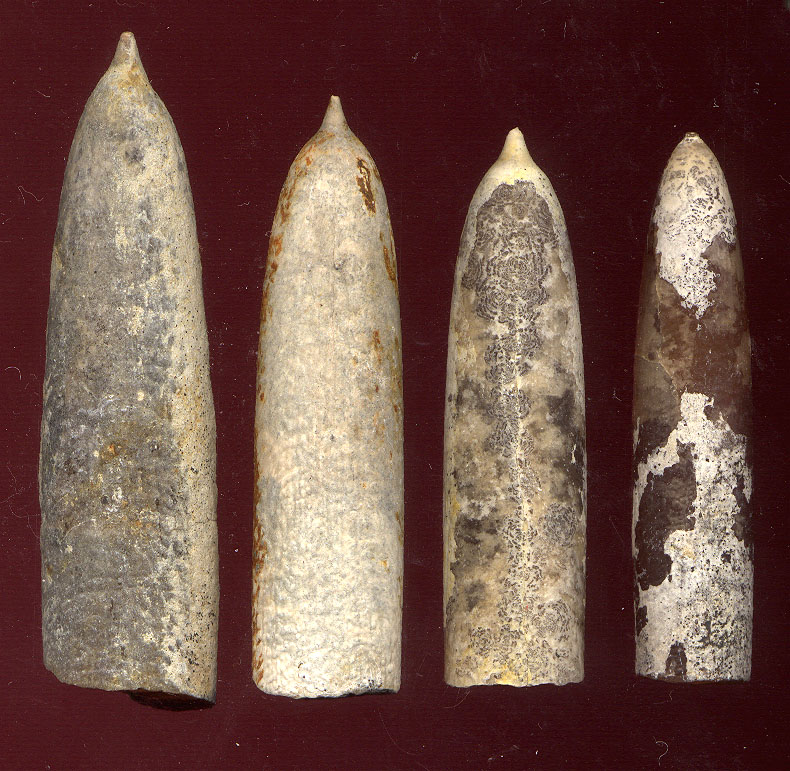
Fragmentos de conchas fósiles de belemnites (conocidas popularmente como "balas de moro").

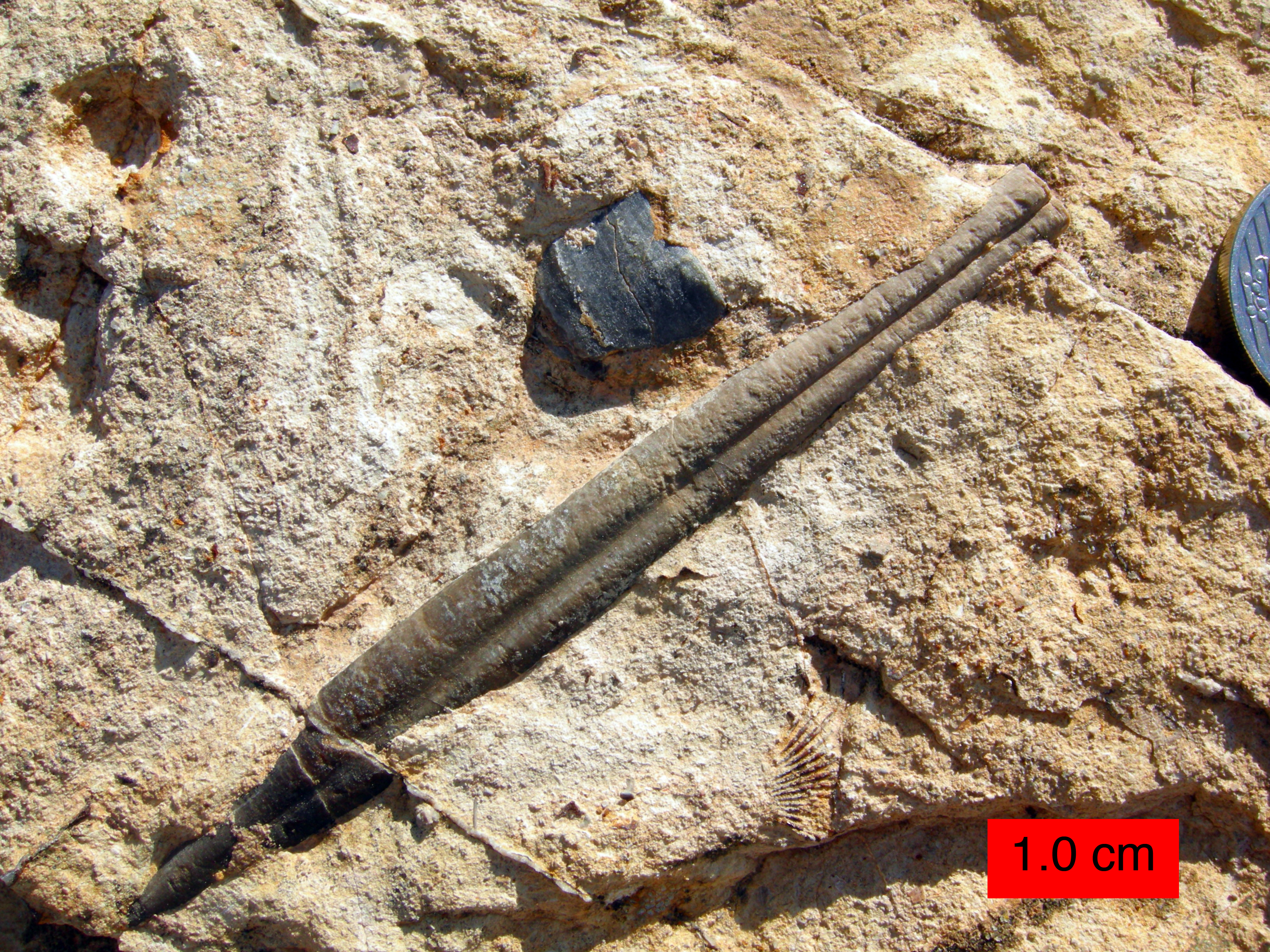
Concha fósiles de belemnites.

Los belemnoideos (Belemnoidea), conocidos popularmente como belemnites, son un grupo extinto de moluscos cefalópodos de la subclase de los coleoideos. Eran similares a los calamares y a las sepias actuales; poseían una concha interna que ha fosilizado con mucha frecuencia. Vivían en el mar, agrupados en bancos y eran depredadores, alimentándose de otros animales. Los belemnites se extinguieron al final del Cretácico (hace 65 millones de años), en la extinción masiva del Cretácico-Terciario, que acabó también con los dinosaurios y otras muchas formas de vida.
Muy conocidos desde la antigüedad, su forma ha dado origen a los nombres populares "balas de moro" o "puntas de rayo" ya que se creía que se formaban cuando un relámpago tocaba tierra.[cita requerida]
Aunque ya en el Carbonífero (hace unos 345 millones de años) surgieron animales parecidos, los verdaderos belemnites comenzaron a ser abundantes en el Mesozoico, sobre todo viviendo en los mares del período Jurásico y Cretácico.

## Morfología
El cuerpo de los belemnites tenía forma de torpedo con una cabeza grande y fuertes tentáculos provistos de ganchos para sujetar a las presas. Como todos los cefalópodos, los belemnites se movían a reacción, emitiendo un chorro de agua. Al igual que el calamar y la jibia, podían librarse de sus depredadores (tiburones e ictiosaurios) lanzando tinta para ocultarse mientras huían a un escondite seguro; esto se sabe porque algunos fósiles excepcionalmente bien conservados tienen los restos del saco de tinta.
Tenían una concha dividida en cámaras y llena de gas. Esto les permitía flotar entre dos aguas, de forma parecida a los ammonites, con los que compartieron los mares de la antigüedad. Pero la concha se diferencia de la de los ammonites por ser interna, totalmente recubierta de piel y músculo.
La concha de los belemnites tenía una estructura sólida de forma de bala, lo que era la zona llamada rostro, que solía encerrar parte del fragmocono y estaba dispuesta en la parte posterior del animal. Como estaba formado por un fragmento sólido de calcita, el rostro se fosilizaba fácilmente y es ahora el resto más común de belemnites.
La concha de los belemnites consta de tres partes:
- Rostro. De forma alargada y cilíndrica. Con frecuencia muestra hendiduras longitudinales que debieran ser señales de aletas que servirían al animal para estabilizarse. El rostro es la parte que generalmente encontramos fosilizada.

- Fragmocono. Es la concha propiamente dicha. De forma cónica, está formado por cámaras separadas.

- Prostaco. Es una prolongación dorsal del fragmocono y que muy raramente  se conserva fosilizado debido a su fragilidad.

## Clasificación
Nota: todas las familias extintas
Cohorte Belemnoidea
- Basal y no resuelto

Género Jeletzkya
- Orden Aulacocerida

Familia Aulacoceratidae
Familia Dictyoconitidae
Familia Hematitidae
Familia Palaeobelemnopseidae
Familia Xiphoteuthididae
- Orden Belemnitida

Suborden Belemnitina
Familia Cylindroteuthididae
Familia Hastitidae
Familia Oxyteuthididae
Familia Passaloteuthididae
Familia Salpingoteuthididae
Suborden Belemnopseina
Familia Belemnitellidae
Familia Belemnopseidae
Familia Dicoelitidae
Familia Dimitobelidae
Familia Duvaliidae
- Orden Belemnoteuthina

Familia Belemnotheutididae
Familia Chitinobelidae
Familia Sueviteuthididae
- Orden Diplobelida

Familia Chondroteuthididae
Familia Diplobelidae
- Orden Phragmoteuthida

Familia Phragmoteuthididae